# Lithophane rosetta
Lithophane rosetta är en fjärilsart som beskrevs av Barnes 1928. Lithophane rosetta ingår i släktet Lithophane och familjen nattflyn. Inga underarter finns listade i Catalogue of Life.